# Temuka River
Der Temuka River ist ein 6,7 km langer Fluss in der Region Canterbury auf der Südinsel von Neuseeland.

## Geographie
Der Temuka River entsteht durch den Zusammenfluss des Hae Hae Te Moana River mit dem Waihī River, rund 2 km nordnordwestlich des Stadtzentrums von Temuka. Nach 6,7 km mündet der Fluss, der mit seinen Zuträgern ein Wassereinzugsgebiet von rund 61 km2 hat, als linker Nebenfluss in den Opihi River.
Der New Zealand State Highway 1 kreuzt den Fluss südlich von Temuka.